# Ettore Gonzaga

Stemma dei Gonzaga

Ettore Gonzaga (XV secolo – XVI secolo) è stato un condottiero italiano.

## Biografia
Era figlio naturale di Rodolfo Gonzaga, marchese di Castiglione, di Castel Goffredo e di Solferino e seguì come il padre la carriera delle armi. Nel 1491 fu al servizio del ducato di Milano e nel 1503 della Serenissima. Fu al fianco del cugino Francesco II Gonzaga, marchese di Mantova, in alcune campagne militari.
Risiedette per un periodo di tempo a Castel Goffredo.
Per testamento, il padre Rodolfo lasciò ad Ettore una rendita di 200 ducati d'oro all'anno e una casa.

## Discendenza
Ettore sposò Cornelia da Correggio, figlia di Niccolò II "il Postumo" (1450-1508) e di Cassandra Colleoni, figlia del famoso condottiero Bartolomeo Colleoni.
La coppia ebbe tre figli:
- Cassandra, sposò Gabriele Ferrari di Cremona:
- Rodolfo;
- Barbara, sposò Costantino Greco.

## Ascendenza
|                                                                       |   |                                             | Genitori                                     |  |  | Nonni |  |  | Bisnonni                                   |  |  | Trisnonni                               |  |
|                                                                       |   |                                             |                                              |  |  |       |  |  | Gianfrancesco Gonzaga, marchese di Mantova |  |  | Francesco I Gonzaga, signore di Mantova |  |
|                                                                       |   |                                             |                                              |  |  |       |  |  | Gianfrancesco Gonzaga, marchese di Mantova |  |  | Francesco I Gonzaga, signore di Mantova |  |
|                                                                       |   | Margherita Malatesta                        |                                              |  |  |       |  |  | Gianfrancesco Gonzaga, marchese di Mantova |  |  |                                         |  |
| Ludovico III Gonzaga, marchese di Mantova                             |   |                                             |                                              |  |  |       |  |  | Gianfrancesco Gonzaga, marchese di Mantova |  |  |                                         |  |
|                                                                       |   | Paola Malatesta                             | Malatesta IV Malatesta, signore di Pesaro    |  |  |       |  |  |                                            |  |  |                                         |  |
|                                                                       |   | Paola Malatesta                             | Malatesta IV Malatesta, signore di Pesaro    |  |  |       |  |  |                                            |  |  |                                         |  |
|                                                                       |   | Paola Malatesta                             | Elisabetta da Varano                         |  |  |       |  |  |                                            |  |  |                                         |  |
| Rodolfo Gonzaga, marchese di Castel Goffredo, Castiglione e Solferino |   | Paola Malatesta                             |                                              |  |  |       |  |  |                                            |  |  |                                         |  |
|                                                                       |   | Giovanni, margravio di Brandeburgo-Kulmbach | Federico I, principe elettore di Brandeburgo |  |  |       |  |  |                                            |  |  |                                         |  |
|                                                                       |   | Giovanni, margravio di Brandeburgo-Kulmbach | Federico I, principe elettore di Brandeburgo |  |  |       |  |  |                                            |  |  |                                         |  |
|                                                                       |   | Giovanni, margravio di Brandeburgo-Kulmbach | Elisabetta di Baviera-Landshut               |  |  |       |  |  |                                            |  |  |                                         |  |
| Barbara di Brandeburgo-Kulmbach                                       |   | Giovanni, margravio di Brandeburgo-Kulmbach |                                              |  |  |       |  |  |                                            |  |  |                                         |  |
|                                                                       |   | Barbara di Sassonia-Wittenberg              | Rodolfo III, principe elettore di Sassonia   |  |  |       |  |  |                                            |  |  |                                         |  |
|                                                                       |   | Barbara di Sassonia-Wittenberg              | Rodolfo III, principe elettore di Sassonia   |  |  |       |  |  |                                            |  |  |                                         |  |
|                                                                       |   | Barbara di Sassonia-Wittenberg              | Barbara di Legnica                           |  |  |       |  |  |                                            |  |  |                                         |  |
| Ettore Gonzaga                                                        |   | Barbara di Sassonia-Wittenberg              |                                              |  |  |       |  |  |                                            |  |  |                                         |  |
|                                                                       | … | …                                           |                                              |  |  |       |  |  |                                            |  |  |                                         |  |
|                                                                       | … | …                                           |                                              |  |  |       |  |  |                                            |  |  |                                         |  |
|                                                                       | … | …                                           |                                              |  |  |       |  |  |                                            |  |  |                                         |  |
| …                                                                     | … |                                             |                                              |  |  |       |  |  |                                            |  |  |                                         |  |
|                                                                       |   | …                                           | …                                            |  |  |       |  |  |                                            |  |  |                                         |  |
|                                                                       |   | …                                           | …                                            |  |  |       |  |  |                                            |  |  |                                         |  |
|                                                                       |   | …                                           | …                                            |  |  |       |  |  |                                            |  |  |                                         |  |
| …                                                                     |   | …                                           |                                              |  |  |       |  |  |                                            |  |  |                                         |  |
|                                                                       |   | …                                           | …                                            |  |  |       |  |  |                                            |  |  |                                         |  |
|                                                                       |   | …                                           | …                                            |  |  |       |  |  |                                            |  |  |                                         |  |
|                                                                       |   | …                                           | …                                            |  |  |       |  |  |                                            |  |  |                                         |  |
| …                                                                     |   | …                                           |                                              |  |  |       |  |  |                                            |  |  |                                         |  |
|                                                                       |   | …                                           | …                                            |  |  |       |  |  |                                            |  |  |                                         |  |
|                                                                       |   | …                                           | …                                            |  |  |       |  |  |                                            |  |  |                                         |  |
|                                                                       |   | …                                           | …                                            |  |  |       |  |  |                                            |  |  |                                         |  |
|                                                                       |   | …                                           |                                              |  |  |       |  |  |                                            |  |  |                                         |  |